# Las Peñas de Riglos
Pour les articles homonymes, voir Riglos.
Las Peñas de Riglos est une commune d’Espagne, dans la province de Huesca, communauté autonome d'Aragon comarque de Hoya de Huesca.